# Kynaria cynara
Kynaria cynara is een slakkensoort en is incertae sedis v.w.b. de familie. De wetenschappelijke naam van de soort is voor het eerst geldig gepubliceerd in 1967 door Marcus & Marcus als Coryphella cynara.